# Valea Mare, Mureș
Valea Mare este un sat în comuna Band din județul Mureș, Transilvania, România.